# Harmattan

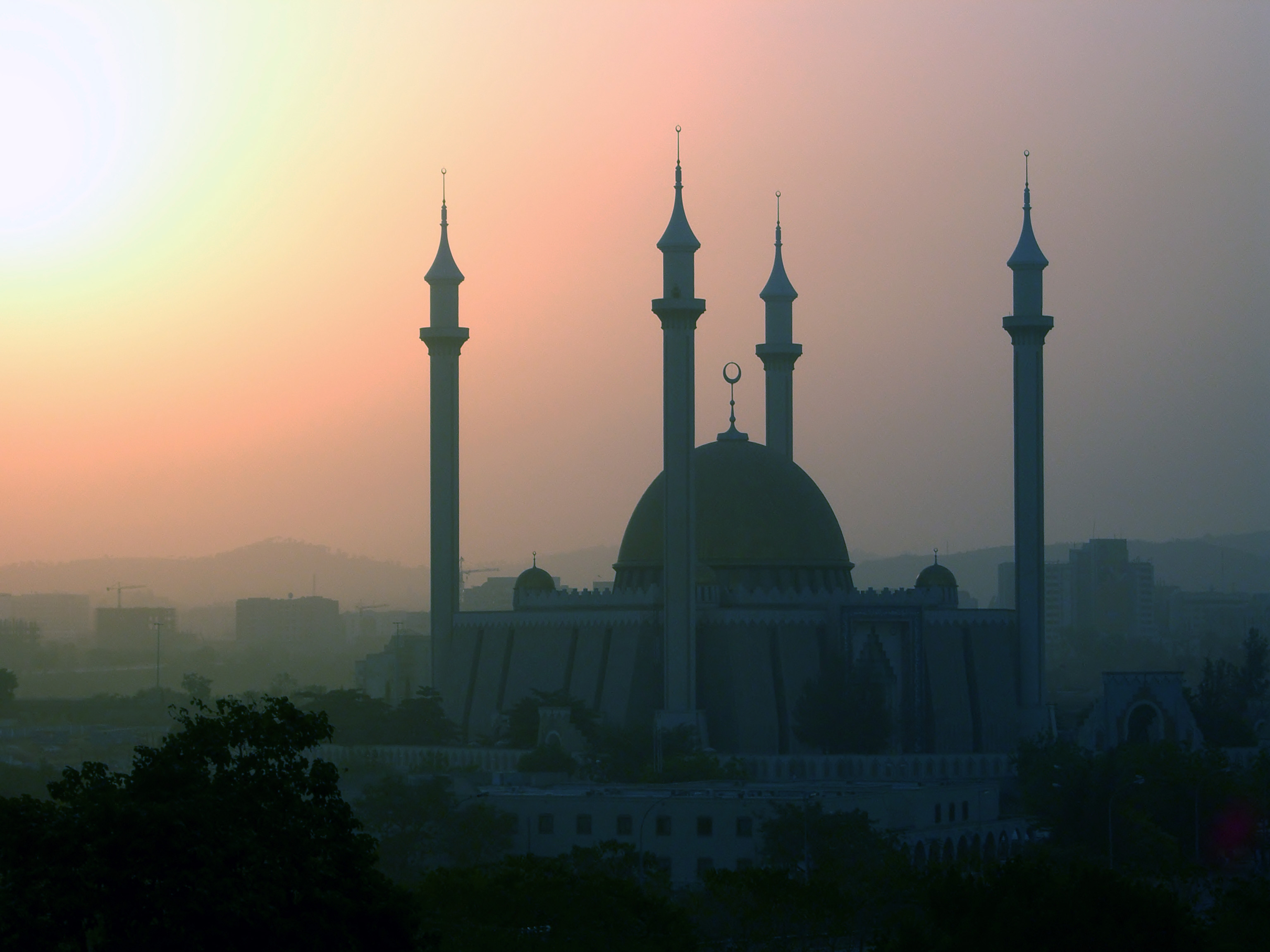
Moskee in Abuja (Nigeria) in harmattan-stof

De harmattan is een droge en stoffige noordoost- tot oostenwind die tussen november en maart ten zuiden van de Sahara in de richting van de Golf van Guinee waait. Ze wordt veroorzaakt door hogedruk die zich in de winter boven de Sahara ontwikkelt als uitloper van het Azorenhoog, en lagedruk boven de Golf van Guinee als onderdeel van de Intertropische convergentiezone. In de zomer kan zich door de hitte geen hogedrukgebied boven de Sahara handhaven, dan maakt de harmattan in dit gebied plaats voor de West-Afrikaanse moesson met regenbuien.
De harmattan is een sterk uitdrogende wind met een relatieve vochtigheid van soms niet meer dan 10%. De temperatuur is daarbij in de betreffende periode van het jaar in de nacht en ochtend gematigd, tussen de 15° en 20°C. In de middag kan het wel boven de 30°C worden. Als de wind over de woestijn gaat neemt hij kleine stofdeeltjes (tussen 0,5 en 10 micrometer) op. Waait het hard genoeg, dan ontstaan stofstormen. In sommige West-Afrikaanse landen beperkt de grote hoeveelheid stof in de lucht de zichtbaarheid en verdwijnt de zon voor meerdere dagen, vergelijkbaar met mist. Jaarlijks worden vluchten van luchtvaartmaatschappijen hierdoor afgelast.
Het stof bevat microben en kan voedsel infecteren, ademhalingsproblemen veroorzaken en ziektes als hersenvliesontsteking verspreiden. De meningokok wordt door het stof gemakkelijker opgenomen in het bloed.
Een aanhoudende harmattan kan gewassen vernielen door de stoflaag die op de bladeren ligt en het uitblijven van regenval.

## Trivia
De naam Harmattan wordt ook gebruikt door de Franse uitgever van boeken over Afrika, Éditions L'Harmattan in Parijs.